# Khorostkiv
Khorostkiv (em ucraniano:  Хоростків, em polonês/polaco:  Chorostków) é uma cidade da Ucrânia, situada no Oblast de Ternopil. Tem 10 km² de área e sua população em 2020 foi estimada em 6.881 habitantes.